# 2014年12月中国大陆

## 12月3日
- 新疆兵团原副秘书长、经协办主任焦明启涉嫌受贿被双开。据公开简历，焦明启2001.02任新疆生产建设兵团党委、兵团副秘书长，兵团社会治安综合治理委员会办公室主任 （正师级）[1]。

## 12月5日
- 12月5日，中国共产党中央政治局会议审议并通过中共中央纪律检查委员会《关于周永康严重违纪案的审查报告》[2][3]，决定给予第十七届中共中央政治局常委周永康开除党籍处分，对其涉嫌犯罪问题及线索移送司法机关依法处理。经查，周永康严重违反中共党内纪律，收受巨额贿赂，泄露党和国家机密，与多名女性通奸。中国最高人民检察院经审查决定，依法对周永康涉嫌犯罪立案侦查并予以逮捕[4]。
- 另据香港《凤凰周刊》记者从匿名信息源获得的反腐行动最新消息：12月5日下午，第十七届中央政治局常委周永康应该已从原审查地点被武装押送至秦城监狱。凤凰网（页面存档备份，存于）

## 12月7日
- 据中国之声《央广新闻》报道，近日，很多移动用户反应，查看话费单时会发现一些莫名其妙的服务项目，被稀里糊涂扣钱。据一位移动公司的区域经理透露，这极有可能是移动公司工作人员在暗地里操作用户号码，给用户添加造成的。人民网（页面存档备份，存于）

## 12月8日
- 中共青海省委原書記黃靜波逝世，12月7日，中共中央总书记習近平等现任政治局委员、原中共中央总书记胡錦濤等前任政治局委员送花圈。中共辽宁省委原常务书记李荒逝世，12月8日习近平、李克强、胡锦涛、李鹏、朱镕基、温家宝等哀悼。再缺中共前总书记江泽民。人民网1（页面存档备份，存于）人民网2新唐人（页面存档备份，存于）

- 据吉林纪委监察厅网站消息，吉林省第十二届人民代表大会常务委员会委员、农业与农村委员会主任委员（中共松原市委原书记）蓝军涉嫌严重违纪，目前正在接受组织调查[5]。

## 12月9日
- 中纪委网站开通专栏，接受海内外对追逃追赃线索的举报[6]。
- 广东省汕头市委常委、市纪委书记邢太安于12月9日上午被广东省纪委带走调查。邢太安涉广东省政协主席朱明国案[7]。

## 12月10日
- 河北廊坊中级人民法院一审以受贿罪判处国家发展和改革委员会原副主任刘铁男无期徒刑，剥夺政治权利终身[8]。

## 12月11日
- 根据《关于加强中央纪委派驻机构建设的意见》，近期按照中央规定中央纪委将在中央办公厅、中央组织部、中央宣传部、中央统战部、全国人大机关、国务院办公厅、全国政协机关等7家中央和国家机关设立派驻机构。“过去，中央纪委主要是向中央国家机关派驻纪检组，从来没有向党的工作部门和人大、政协机关派驻过纪检组。”国家行政学院教授马庆钰说。人民网（页面存档备份，存于）
- 中国乘客大闹亚航航班，热水泼空姐扬言炸飞机。 警方透露，肇事者将乘坐今天约6点航班飞南京，4名乘客向被泼热水的空姐赔偿50000泰铢。因影响公共秩序，泼水女乘客罚款200铢,另外3名乘客各罚100铢。亚航不追究责任。新华网

## 12月12日
- 吉林省人民檢察院決定,依法對吉林省司法廳副廳長趙洪興(副廳級)涉嫌受賄犯罪立案偵查並採取強制措施。赵曾任吉林省四平市公安局长等职。人民网（页面存档备份，存于）
- 中国最高人民法院根据河北省高级人民法院申请和有关法律规定的精神,决定将河北省高级人民法院终审的聂树斌故意杀人、强奸妇女一案,指令山东省高级人民法院进行复查。人民网（页面存档备份，存于）

## 12月13日
- 中共中央、全国人大常委会、国务院、全国政协、中央军委13日上午在南京隆重举行南京大屠杀死难者国家公祭仪式。中共中央总书记、国家主席、中央军委主席习近平出席并发表重要讲话。他强调，和平像阳光一样温暖、像雨露一样滋润。有了阳光雨露，万物才能茁壮成长。有了和平稳定，人类才能更好实现自己的梦想。参考消息网报道 外媒称，中国国家主席习近平在13日举行的“南京大屠杀国家公祭仪式”上指出南京大屠杀是“反人类罪行”。人民网（页面存档备份，存于）新浪网（页面存档备份，存于）
- 中共中央总书记习近平在江苏省南京、镇江等地考察。新华报业网（页面存档备份，存于）
- 任志强罕见看衰楼市：没看到任何理由能阻止下滑。网易（页面存档备份，存于）

## 12月15日
- 人民网评：用改革铲除冤假错案滋生土壤。据法新社12月15日报道，在内蒙古，18岁的呼格吉勒图在1996年被判有罪并被处以死刑，但当另一名男子在2005年交代实施了这起犯罪后，人们对这一判决产生质疑。位于呼和浩特的内蒙古自治区高级人民法院在声明中称，原审认定呼格吉勒图犯故意杀人罪、流氓罪的事实不清，证据不足，判决呼格吉勒图无罪。社交媒体上流传的图片显示，内蒙古自治区高级人民法院副院长向呼格吉勒图父母道歉。人民网（页面存档备份，存于）参考消息网（页面存档备份，存于）
- 中国国家网信办查处凤凰网、新浪网等8家炒作低俗内容网站。根据公众举报并多次核查确认，凤凰网“播客”频道、新浪网“日娱”和“娱乐图库”栏目、17173网“818游戏之外”频道、酷6网“主题”栏目、PPTV网“娱乐”频道、腾讯网“性感热图”栏目等登载大量低俗视频图片，编辑人员故意推荐低俗标签，恶意炒作吸引眼球，影响恶劣。爱奇艺网、搜狐网也存在不同程度的问题。新华网

## 12月16日
- 无国界记者：中国囚禁记者人数全球最多。BBC（页面存档备份，存于）

## 12月17日
- 继中国联通网络分公司副总经理、网络建设部总经理的张智江12月15日被调查后,12月17日深夜,中国联通官网宣布,根据中央第八巡视组移交的情况,宗新华涉嫌严重违纪,联通集团党组研究决定,免去其信息化和电子商务事业部总经理职务。人民网
- 原中共贵州省委常委、中共遵义市委书记廖少华、原南京市人民政府市长季建业被提起公诉。人民网（页面存档备份，存于）
- 丁书苗母女充做“权力掮客”终难自保。17日，北京市第二中级人民法院对山西煤炭进出口集团北京世纪同程投资有限公司经理侯军霞非法经营案进行一审宣判，侯军霞以非法经营罪被判处有期徒刑7年，并处没收财产人民币8000万元。就在侯军霞宣判的前一天，16日，北京市第二中级人民法院对山西女商人丁书苗案件一审宣判。法院以行贿罪、非法经营罪判处丁羽心有期徒刑20年，并处没收财产人民币2000万元，罚金人民币25亿元。创中国个人犯罪财产刑处罚新纪录。人民网1（页面存档备份，存于）人民网2（页面存档备份，存于）
- 孔庆东状告吴晓平败诉。去年，孔庆东因诗词格律问题，在微博上恶言辱骂大学生网友关凯元，结果被后者告上法庭，被海淀法院一审判决孔庆东公开道歉。南京电视台主持人吴晓平就此事发表新闻评论，认为作为高等学府里高级别的教授，文化素养很高，很受社会尊敬，不应该骂脏话，质疑孔庆东“到底是教授还是叫兽”？于是乎，孔庆东起诉吴晓平侵犯名誉权，结果前天还是海淀法院作出一审判决，驳回孔庆东全部诉求。人民网1（页面存档备份，存于）人民网2（页面存档备份，存于）
- 陕西官员见访民时睡着，当事人称在闭目思考。人民网（页面存档备份，存于）
- 山西“夫妻局长”家中养藏獒，1年多咬伤8人。新华网
- 十四世达赖喇嘛17日在接受英国广播公司(BBC)的采访时称,“达赖喇嘛这个人为的制度终将会停止。谁也不能保证今后不会出现一位愚蠢的达赖喇嘛,令其本人蒙羞。那将非常可悲。因此,何不让这一几百年的古老传统终结在一个备受欢迎的达赖喇嘛手中呢?”中方：达赖说了不算。美国之音报道，达赖喇嘛：强硬派阻碍习近平让西藏真正自治。人民网（页面存档备份，存于）VOA（页面存档备份，存于）

## 12月18日
- 西北政法大学刑事法律科学研究中心在网上发出讣告，称原西北政法学院院长、刑法学硕士研究生导师组原组长、中国法学会刑法学研究会原副会长陈明华教授已于当日不幸逝世。凌晨6时左右，陈明华在家人、保姆、孩子都在家的情况下，跳楼身亡。人民网（页面存档备份，存于）
- 呼格吉勒图案公检法办案人员全部接受调查。新华社发布消息称，呼格吉勒图案专案组组长、呼和浩特市公安局副局长冯志明，因涉嫌职务犯罪，被检察机关带走，接受调查。呼格吉勒图的父亲李三仁接受京华时报记者采访时称，家人已从网上看到冯志明被带走调查的信息，“大快人心，终于得到报应了”。李三仁同时称，希望当年办案人员能够得到法律应有的惩罚，“也应该以法律为准绳，依法来判”。人民网（页面存档备份，存于）参考消息网（页面存档备份，存于）
- 9时25分，中纪委官网发布通报，“山东省委常委、济南市委书记王敏涉嫌严重违纪违法，目前正接受组织调查”。落马当天作廉政教育报告。王敏奶奶曾是格格，为《闯关东》人物原型。有分析认为，对王敏的调查可能牵涉到某位现中共政治局常委。曾任省委副秘书长，王敏是张高丽的主要秘书。人民网1（页面存档备份，存于）人民网2（页面存档备份，存于）RFA（页面存档备份，存于）

## 12月19日
- 上海市宝山区原区委书记姜燮富接受组织调查[9][10]。
- 京华时报讯:近日，中央纪委监察部驻国家新闻出版广电总局纪检组监察局对中国国际广播电台影视译制中心原主任王刚建（女，副局级）、工作人员王强涉嫌严重违纪问题进行立案调查。人民网（页面存档备份，存于）
- 内蒙古公款送礼案重审：重要证据文件夹均遭到修改。2014年12月18日、19日，呼和浩特中级人民法院开庭重审“杜文案”，被告人杜文被指控涉嫌贪污，牵出省级行政机关动用公款异地“送礼”的丑闻。曾多次坚称送礼去向“不能说”的杜文，首次在庭上供述，有130万元礼金转交给了时任自治区公安厅某领导（后升任副省级干部，现已退休），由其负责协调联络公安部办事人员。本案未当庭宣判。杜文称，他曾有一段关键录音被检察机关删除。在庭上，公诉人解释称，他并没有毁灭证据。U盘内容拷到单位电脑后，遇到电脑故障，录音丢失。人民网（页面存档备份，存于）新华网

## 12月22日
- 晚八时，新华社发布消息：第十二届全国政协副主席、中共中央统战部部长令计划涉嫌严重违纪，目前正接受组织调查。令计划是2014年以来第四个落马的副国级以上官员[11][12][13]。

## 12月24日
- 2014年冬季将领调整启幕，军事科学院军政主官双换将，总长助理高津任院长，武警部队政委许耀元任政委，孙思敬改任武警部队政委。半年两度履新，高津成最年轻正大军区级将领[14]。

## 12月25日
- 河南人大内务司法委员会主任桑金科坠楼身亡[15]。

## 12月29日
- 上午最高检公布《关于依法保障律师执业权利的规定》，检察机关办理直接受理立案侦查案件，除重大贿赂案件外，其他依法不需要经许可会见。法制晚报（页面存档备份，存于）
- 首都联网协会谴责凤凰网侵权新华社视频报道行为。12月29日，首都互聯網協會新闻评议专业委员会、北京市互联网违法和不良信息举报中心召开2014年度第16次会议，对凤凰网在转载视频信息中故意遮挡版权信息，误导网民的行为予以谴责。新华网（页面存档备份，存于）
- 黑龙江公安厅副厅长谷源旭被调查，系令计划妻弟。中国网（页面存档备份，存于）

## 12月30日
- 中共中央总书记、国家主席、中央军委主席、中央全面深化改革领导小组组长习近平上午主持召开中央全面深化改革领导小组第八次会议。中共中央政治局常委、中央全面深化改革领导小组副组长李克强、刘云山、张高丽出席会议[16]。

## 12月31日
- 中国广厦控股集团董事局荣誉主席楼忠福被中纪委带走，疑涉嫌令计划案[17][18][19]。
- 中共中央决定:孙春兰兼任中央统战部部长；免去令计划的中央统战部部长职务[20][21][22]。
- 12月31日23时35分，上海市黄浦区外滩陈毅广场群众自发进行的跨年活动中发生拥挤踩踏事件。造成36人死亡、49人受伤[23][24]。